# Guts (álbum)
Guts (estilizado em letras maiúsculas) é o segundo álbum de estúdio da artista musical estadunidense Olivia Rodrigo, lançado em 8 de setembro de 2023, através da gravadora Geffen Records. Inspirada pelo período logo após o sucesso de seu álbum de estreia Sour, Rodrigo concebeu Guts com a intenção de capturar o processo de maturidade que experimentou no final da adolescência. O disco foi desenvolvido em diversos estúdios situados nos Estados Unidos sob a produção musical de Dan Nigro.
Em termos musicais, Guts é um álbum pop notavelmente diversificado, apresentando faixas enérgicas e baladas suaves. Em relação ao seu antecessor, destaca-se por experimentar influências do rock, incorporando uma variedade de sons de guitarra e bateria dos estilos alternativo e pop rock. O conteúdo lírico aborda a transição de Rodrigo da adolescência para a idade adulta, explorando as complexidades e desafios desse período da vida. Os críticos de música observaram letras que mesclam humor e emoções intensas em Guts, narrando as lutas de Rodrigo com identidade, desilusões românticas e profissionais, a fama inesperada e as expectativas sociais enfrentadas como uma jovem mulher.
Guts foi amplamente aclamado e elogiado por críticos de música, destacando-se pelo seu engenho lírico, complexidade e atualidade, bem como pela estética musical geral e energia. Consequentemente, foi incluído em diversas listas dos melhores álbuns de 2023 e recebeu indicações em diversas premiações, incluindo no Grammy Awards de 2024, onde foi indicado para Álbum do Ano e Melhor Álbum Vocal de Pop. Comercialmente, o álbum foi bem recebido, liderando as paradas de 15 países, como Alemanha, Austrália, Canadá, Irlanda, Nova Zelândia, Portugal, Reino Unido e Suécia. Nos Estados Unidos, debutou no topo da Billboard 200, com 302 mil unidades vendidas, marcando o segundo número um de Rodrigo. De Guts foram lançados três singles, incluindo o single número um "Vampire", e "Bad Idea Right?" e "Get Him Back!", que alcançaram o top 10 nas paradas. A edição deluxe do álbum, com o subtítulo Spilled, foi lançada em 22 de março de 2024, junto com seu primeiro single, "Obsessed". Para apoiar o álbum, Rodrigo embarcou na Guts World Tour em 2024.

## Antecedentes e desenvolvimento

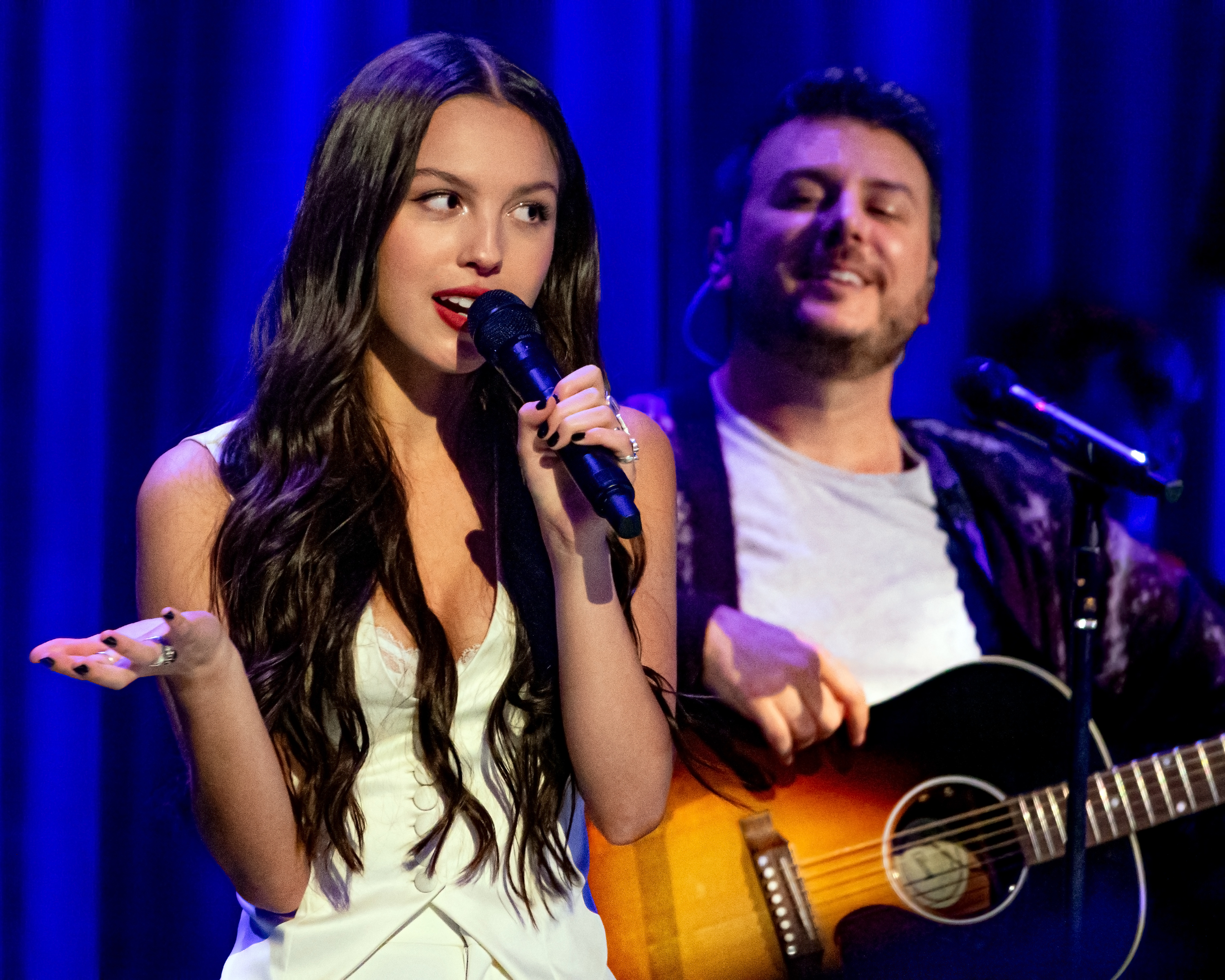
Rodrigo (esquerda) trabalhou amplamente com Dan Nigro (direita) em grande parte do álbum.

Olivia Rodrigo lançou seu álbum de estreia, Sour, em 21 de maio de 2021, que foi recebido com aclamação da crítica e sucesso comercial. Produzido por Dan Nigro, o álbum se tornou o mais reproduzido de 2021 e rendeu a Rodrigo três Grammy Awards, incluindo Artista Revelação. Ela embarcou na Sour Tour, com 49 shows realizados na América do Norte e Europa durante a primavera de 2022. Em agosto de 2021, Rodrigo já indicava que seu próximo trabalho musical seria "provavelmente muito mais feliz" do que seu álbum de estreia. Em uma entrevista à Billboard em fevereiro de 2022, ela confirmou que Dan Nigro retornaria como produtor e revelou já ter um título e "algumas canções" prontas. Rodrigo pretendia "fazer o máximo possível" antes de embarcar na Sour Tour. No final de 2022, durante a divulgação de seu Spotify Wrapped, ela confirmou que novas canções estavam em andamento. Em 8 de janeiro de 2023, ela compartilhou um trecho de uma faixa no piano em sua conta no Instagram.
No início de junho de 2023, o site de Rodrigo foi atualizado com uma contagem regressiva programada para terminar em 30 de junho, data que também havia sido mencionada por ela no final de maio. Em 13 de junho, Rodrigo anunciou oficialmente o primeiro single do álbum, "Vampire", com lançamento previsto para 30 de junho, e revelou a capa do single. Em 20 de junho, ela deixou uma mensagem de voz para seus fãs, que acabou sendo a primeira prévia de "Vampire", com um instrumental conduzido pelo piano. Em 26 de junho de 2023, sua loja online revelou o título oficial do álbum, Guts, e sua data de lançamento. Logo após, Rodrigo divulgou a capa do álbum e anunciou oficialmente o projeto em suas redes sociais. Em uma declaração, Rodrigo compartilhou que o álbum aborda as "dores do crescimento" e sua jornada para descobrir quem ela é neste momento de sua vida. Ela expressou sentir que amadureceu "10 anos entre as idades de 18 e 20", um processo que ela descreve como parte natural do "crescimento" e que espera refletir com o projeto.
Rodrigo criou Guts aos 19 anos, enquanto vivenciava um período de "confusão, erros, constrangimentos e angústia típicos da adolescência". Ela descreve o álbum como uma "cápsula do tempo", abrangendo desde baladas "profundas e cinematográficas" até canções "joguetonas e despreocupadas". Após o lançamento de Sour, Rodrigo decidiu se afastar da composição por seis meses, permitindo-se viver experiências para enriquecer sua inspiração. O trabalho no álbum foi concluído aproximadamente uma semana antes do lançamento de "Vampire". Em uma entrevista com Zane Lowe para o Apple Music, Rodrigo revelou que já tinha o título Guts em mente desde o período de criação de Sour. O título foi influenciado pelos "interessantes contextos" que ela notou as pessoas usarem, como "desabafar seus sentimentos, odiar intensamente alguém".

## Composição
Guts apresenta uma variedade de faixas com diferentes estilos sonoros, desde baladas delicadas como "Lacy" até faixas movidas por guitarras retrô, como "Ballad of a Homeschooled Girl". A colaboração entre Rodrigo e Nigro foi crucial no desenvolvimento do álbum, com feedback construtivo e contribuições para o seu som geral. O The A.V. Club destaca que Guts combina elementos musicais nostálgicos e contemporâneos, tornando o álbum atrativo para um público amplo.
Em Guts, a presença de rock é mais proeminente do que em Sour, ampliando os sons agressivos e de rock alternativo brevemente apresentados no primeiro álbum de Rodrigo. Segundo o crítico principal do Los Angeles Times, Mikael Wood, Rodrigo e Nigro demonstram habilidade ao "mudar tons de guitarra e sons de bateria para dar a cada faixa uma identidade distinta", incorporando elementos de emo, new wave, shoegaze e rap rock em diferentes faixas. Canções como "All-American Bitch" e "Ballad of a Homeschooled Girl" destacam-se com influências do pop punk, enquanto "Love Is Embarrassing" e "Lacy" incorporam, respectivamente, sons new wave e elementos dramáticos do folk. De maneira geral, tanto o jornalista da Rolling Stone, Brian Hiatt, quanto o escritor da Vulture, Craig Jenkins, classificam Guts como um álbum de rock, argumentando que uma direção tão forte para o gênero é incomum para uma grande artista pop como Rodrigo.
Ao comparar Guts com Sour, o The A.V. Club destaca influências mais antigas, especialmente os sons de grunge e pop rock da década de 1990 e início dos anos 2000. O escritor Matthew Kim, da The Line of Best Fit, observa uma "inspiração musical frequente" vinda do "revival do pop punk e rock de garagem" do início do século XXI, relacionando isso ao nascimento de Rodrigo naquela época e ao subsequente contato com a coleção de rock alternativo de seus pais. Além do grunge e new wave, Jenkins também menciona o power pop como uma tática estilística por trás das baladas sentimentais e das faixas de rock alternativo do álbum. Concordando, Will Hodgkinson, do The Times, destaca que o álbum alterna "entre baladas sinceras e um indie rock vibrante". Em "Vampire", que começa como uma suave balada ao piano, a intensidade cresce transformando-a em uma espécie de ópera rock.

### Letras
As letras de Rodrigo em Guts têm como foco sua transição da adolescência para a vida adulta, explorando desafios relacionados à identidade, à súbita fama, ao romance e às expectativas sociais para jovens mulheres. Conforme Jenkins destaca, a faixa de abertura "All-American Bitch", fazendo referência a Joan Didion, introduz um mundo de "normas sociais restritivas e padrões de beleza" que Rodrigo percorre ao longo do álbum, enquanto procura por "companhia significativa em um cenário de ociosos, mentirosos e oportunistas sociais".
Ao relacionar Guts de forma conceitual com Happier Than Ever (2021) de Billie Eilish, ambos explorando as repercussões da fama, Wood destaca como Rodrigo "entrelaça histórias de desilusão social-profissional com narrativas de traição romântica". Em "Lacy", Rodrigo admira uma rival como uma "estrela deslumbrante". Da mesma forma, "The Grudge" detalha como o relacionamento de Rodrigo com alguém que ela admirava azedou; alguns críticos, especulando com base nos fãs, sugerem que a canção pode ser sobre Taylor Swift ou Gracie Abrams, enquanto outros a interpretaram como o arrependimento de Rodrigo e sua incapacidade de perdoar após um término romântico. Jenkins reconhece um tom "brusco e confiante" nos rockers, enquanto letras sobre insegurança e maus-tratos são reveladas em "baladas feridas". Alex Barry, da revista Clash, diz que as narrativas de Rodrigo são geralmente marcadas por letras complexas e detalhadas entregues em um estilo de "conversa rápida".
Enquanto isso, Nick Levine, jornalista da BBC, observa que as canções pop rock "emocionalmente carregadas" refletem tanto os colegas da Geração Z de Rodrigo quanto gerações mais velhas. Em faixas como "Get Him Back!" e "Bad Idea Right?", ambas sátiras dos comportamentos de namoro da Geração Z, Rodrigo emprega diferentes inflexões tonais e expande o senso de humor "apenas sugerido" em Sour. Segundo Wood: "É possível ouvir os antecedentes da sua atriz em leituras perfeitas das falas, que mudam de registo cómico num instante — do naturalista para o "screwball", do falso e sincero para o "deadpan". "Ballad of a Homeschooled Girl" oferece um retrato sincero do constrangimento social, partindo da experiência de Rodrigo de ter sido educada em casa quando era adolescente.

## Lançamento e promoção

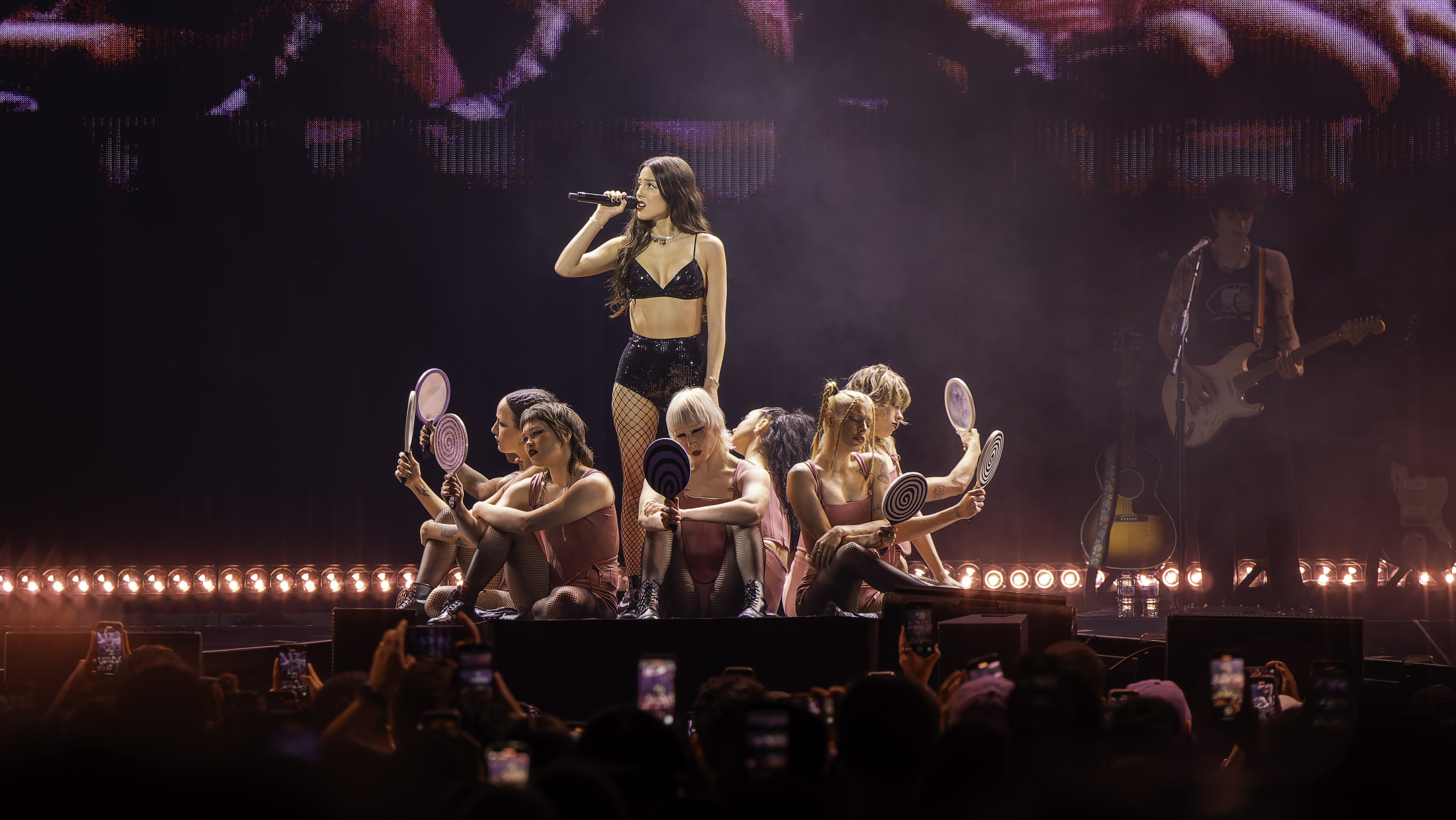
Rodrigo durante a Guts World Tour na O_{2} Arena, em Londres, em maio de 2024.

Rodrigo anunciou Guts em 26 de junho de 2023; a pré-venda começou no mesmo dia. A capa do álbum foi fotografada por Larissa Hoffman; mostra Rodrigo deitada em um chão roxo, mordendo o polegar, usando um vestido preto com babados, um sutiã azul-violeta e batom escarlate, com quatro anéis soletrando o título do álbum em seus dedos; suas unhas estão pintadas com esmalte preto descascado. A lista de faixas do álbum foi provocada através de um vídeo publicado em 31 de julho de 2023, que incluía pistas para os fãs decifrarem. No vídeo, Rodrigo é vista relaxando em um quarto, desempacotando caixas e experimentando vários dispositivos, como um teclado elétrico e uma máquina de escrever retrô. No dia seguinte, Rodrigo revelou oficialmente a lista de faixas. Em 7 de setembro de 2023, ela publicou um trailer para o álbum, parodiando um infomercial e narrado por Mort Crim. O vídeo revelou também as quatro "faixas ocultas" do álbum.
Guts foi oficialmente lançado em 8 de setembro de 2023. Sua edição padrão foi lançada fisicamente em CD, fita cassete, e vinil, bem como para download digital e streaming. Vinis em várias variantes de cores também foram lançados, sendo cada um disponível exclusivamente na loja virtual de Rodrigo, Urban Outfitters, Walmart, Amazon ou HMV. Uma edição foi disponibilizada exclusivamente na Target, com uma capa alternativa. Em 18 de outubro de 2023, Rodrigo anunciou que as quatro faixas secretas — "Obsessed", "Girl I've Always Been", "Scared of My Guitar" e "Stranger" — lançadas nas edições limitadas em vinil do álbum, seriam lançadas em um EP exclusivo em vinil, intitulado Guts: The Secret Tracks, em 24 de novembro de 2023, através da Third Man Records, em comemoração ao Record Store Day (RSD) Black Friday. Após sugerir uma edição deluxe no início de 2024, Rodrigo anunciou Guts (Spilled) em 19 de março de 2024, durante um show da Guts World Tour em Chicago. A edição deluxe contém cinco faixas bônus: as quatro faixas que estavam disponíveis exclusivamente em vinis e uma faixa que Rodrigo gravou após o lançamento da edição padrão. Seu lançamento ocorreu em 22 de março de 2024.

### Singles

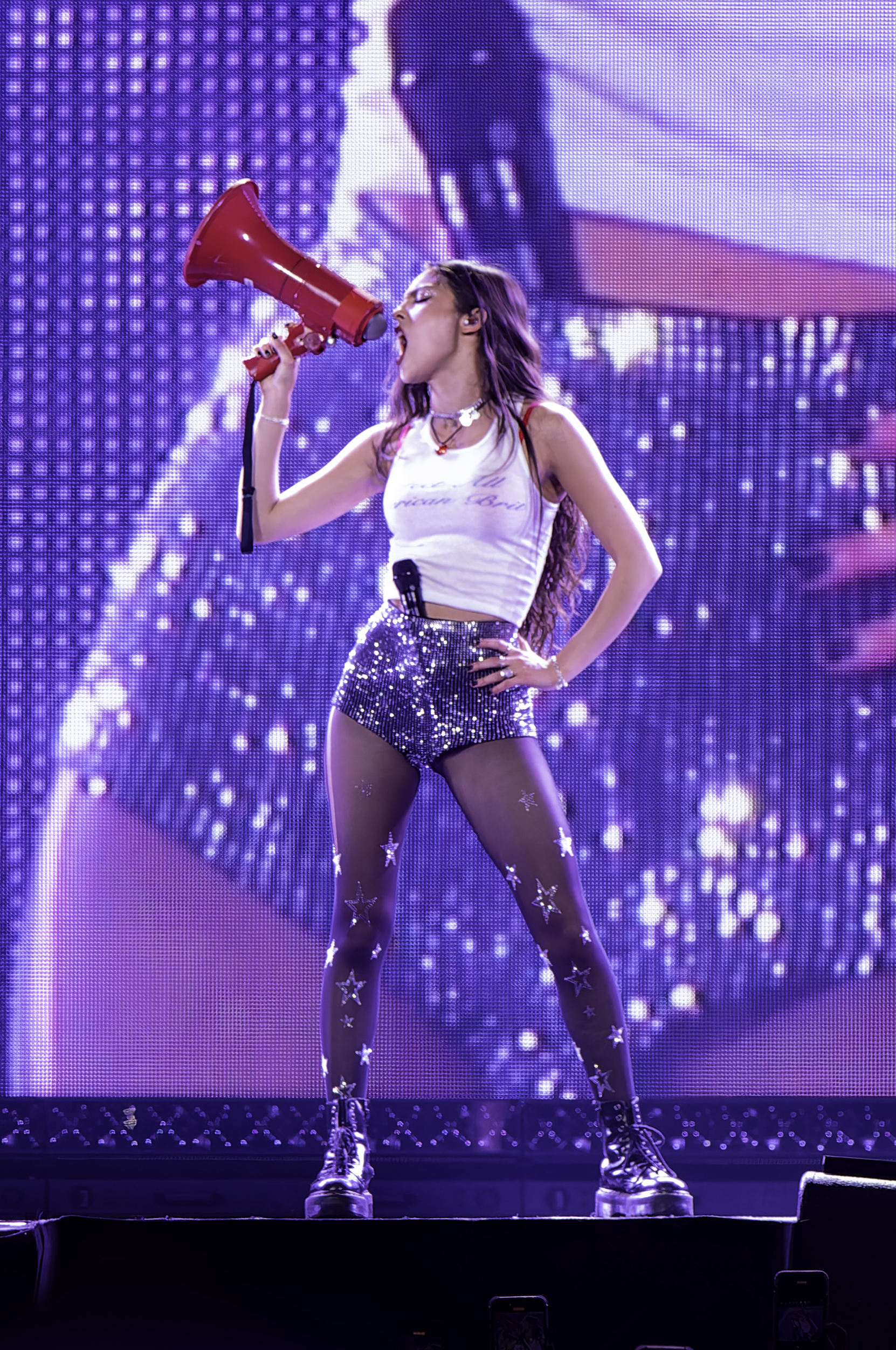
Rodrigo apresentando "Get Him Back!" na Guts World Tour em maio de 2024.

"Vampire" foi lançada como o primeiro single de Guts em 30 de junho de 2023. Foi disponibilizada em plataformas digitais, bem como em CD e vinil; estes dois últimos apresentaram uma versão de demonstração da faixa. Foi também comercializada em fita cassete no Reino Unido. Seu vídeo musical de acompanhamento foi dirigido por Petra Collins. A faixa foi bem sucedida comercialmente, liderando a Billboard Global 200 e as paradas da Austrália, Canadá, Irlanda e Nova Zelândia. Nos Estados Unidos, debutou no topo da Billboard Hot 100, rendendo a Rodrigo seu terceiro número um.
Em 7 de agosto de 2023, Rodrigo anunciou que "Bad Idea Right?" serviria como o segundo single do álbum. A faixa foi lançada em 11 de agosto de 2023. Seu vídeo musical de acompanhamento foi dirigido por Petra Collins. Comercialmente, a faixa alcançou o top 10 na Billboard Global 200, bem como na Austrália, Estados Unidos, Irlanda, Nova Zelândia e Reino Unido. A faixa também chegou ao topo da parada Billboard Hot Rock & Alternative Songs.
"Get Him Back!" foi enviada para rádios da Itália em 15 de setembro de 2023, servindo como o terceiro single do álbum. Seu vídeo, dirigido por Jack Begert, foi filmado com um iPhone 15 Pro Max e lançado em 12 de setembro de 2023. Comercialmente, a faixa alcançou o top 10 na Billboard Global 200, além das paradas na Austrália, Irlanda, Nova Zelândia e Reino Unido. Nos EUA, alcançou a 11.ª posição na Hot 100.
"Obsessed" foi lançada em 22 de março de 2024, servindo como o primeiro single da edição Spilled e o quarto no geral. Seu vídeo de acompanhamento foi dirigido por Mitch Ryan. Comercialmente, a faixa alcançou o top 20 na parada Billboard Global 200, assim como na Austrália, Canadá, Estados Unidos, Irlanda e Reino Unido.

### Divulgação
Para promover e discutir Guts, Rodrigo apareceu nas capas das revistas Vogue, Rolling Stone, Interview e The Face. Ela foi entrevistada por Zane Lowe na Apple Music 1, Sirius XM, The New Yorker, The New York Times, e Variety, sobre o álbum. Ela apresentou "Vampire" e "Get Him Back!" no programa Today, no Live Lounge e no MTV Video Music Awards de 2023. Uma experiência pop-up em parceria com a American Express e Spotify, chamada "Guts Gallery", foi realizada de 8 a 10 de setembro no Meatpacking District, em Manhattan, Nova Iorque. O evento contou com ativações temáticas de Guts, oportunidades para fotos e mercadorias exclusivas. A experiência começou um dia antes, de forma privada, para portadores de cartões American Express selecionados e fãs do Spotify, onde Rodrigo apresentou quatro faixas e participou de uma sessão de perguntas e respostas moderada pela editora de moda Eva Chen. A "Guts Gallery" também ocorreu em Jingūmae, Tóquio, de 27 de setembro a 1 de outubro; em Queen Street West em Toronto, de 29 de março de 2024 a 31 de março, após o lançamento de Guts (Spilled) em 22 de março; em Shoreditch, Londres, de 14 a 18 de maio. Em 13 de setembro de 2023, Rodrigo anunciou sua segunda turnê, a Guts World Tour, em apoio ao álbum. Composta por 91 datas, a turnê teve início em 23 de fevereiro de 2024 em Palm Springs e será concluída em 22 de outubro de 2024 em Sydney, Austrália. Os atos de abertura incluem The Breeders, Chappell Roan, PinkPantheress, Remi Wolf e Benee. Uma parte dos lucros das vendas dos ingressos será destinada à organização Fund 4 Good de Rodrigo.
Um concerto intimista, An Evening With Olivia Rodrigo, ocorreu em 9 de outubro no Theatre at Ace Hotel para uma plateia de 1.600 pessoas, onde Rodrigo performou faixas de Guts, incluindo versões acústicas. Ela foi acompanhada pelo produtor Dan Nigro para uma sessão de perguntas e respostas, onde responderam questões enviadas por fãs e discutiram a criação do álbum. O concerto foi anunciado no dia anterior, com ingressos exclusivos para portadores de cartões American Express. Os lucros das vendas dos ingressos foram destinados à organização sem fins lucrativos de Rodrigo, Fund 4 Good, que apoia a educação de meninas, direitos reprodutivos e a prevenção da violência de gênero. O concerto foi filmado e disponibilizado em 10 a 12 de outubro no canal de Rodrigo no YouTube.
Rodrigo participou do Jimmy Kimmel Live! em 24 de outubro, onde apresentou "Ballad of a Homeschooled Girl" para encerrar o programa. Ela também esteve no The Tonight Show Starring Jimmy Fallon em 7 de dezembro, seguida pelo The Kelly Clarkson Show em 11 de dezembro. Ela foi a convidada musical do Saturday Night Live em 9 de dezembro, onde apresentou "Vampire" no piano e "All American Bitch". No dia seguinte, apresentou "Love is Embarrassing", "Vampire", "Lacy" e "Making the Bed" na série de vídeos Tiny Desk da NPR. "Vampire" foi novamente apresentada no episódio de 18 de dezembro do The Late Show with Stephen Colbert. Ainda em dezembro, Rodrigo apresentou faixas do álbum na Jingle Ball Tour do iHeartRadio nas datas de Los Angeles e Nova Iorque. Ao longo do mês, ela lançou apresentações ao vivo para "All American Bitch", "Get Him Back!" e "Pretty Isn't Pretty" para o Vevo.

## Repercussão

### Crítica profissional
| Críticas profissionais | Críticas profissionais |
| Pontuações agregadas   | Pontuações agregadas   |
| Fonte                  | Avaliação              |
| ---------------------- | ---------------------- |
| AnyDecentMusic?        | 8.4/10                 |
| Metacritic             | 91/100                 |
| Avaliações da crítica  |                        |
| Fonte                  | Avaliação              |
| AllMusic               | [ 109 ]                |
| Clash                  | 8.0/10                 |
| The Daily Telegraph    | [ 110 ]                |
| Financial Times        | [ 111 ]                |
| The Guardian           | [ 112 ]                |
| The Independent        | [ 113 ]                |
| NME                    | [ 33 ]                 |
| Pitchfork              | 8.0/10                 |
| Rolling Stone          | [ 32 ]                 |
| The Times              | [ 30 ]                 |

Guts foi recebido com aclamação universal da crítica. No Metacritic, que atribui uma pontuação normalizada de 100 a avaliações de publicações profissionais, o álbum recebeu uma média ponderada de 91, com base em 22 resenhas. Rob Sheffield, da Rolling Stone, saudou o álbum como um "clássico instantâneo" e o trabalho de "uma estrela do rock verdadeiramente brilhante", com algumas das "canções mais ambiciosas, íntimas e desordenadas" de Rodrigo até agora, provando que ela é "uma voz que veio para ficar e uma compositora destinada a durar". Oferecendo elogios semelhantes, Jason Lipshutz, da Billboard, chamou-o de "o álbum pop mais completo do ano". Sua estética musical foi celebrada pelo crítico musical Robert Christgau como um "triunfo", enquanto Jon Caramanica, do The New York Times, considerou o álbum "tocantemente tenso" e "agitado", com uma energia que corresponde ao espírito das narrativas de Rodrigo. Carrie Battan, do The New Yorker, achou sua interseção alternativa de pop punk revivalista e baladas ao piano perspicaz, cuidadosamente construída e adequada ao tom rebelde e ao melodrama ansioso refletido na música.
Vários críticos notaram o humor nas letras. Alexis Petridis, do The Guardian, descreveu o álbum como "afiado e espirituoso". Ludovic Hunter-Tilney, do Financial Times, chamou-o de "pop inteligente pós-Taylor Swift", com elementos de "pop punk próximo ao emo e baladas sem exagero". Helen Brown, do The Independent, considerou-o "mais espirituoso" e "mais raivoso" do que Sour. Em contraste, Poppie Platt, do The Daily Telegraph, escreveu uma crítica mista, afirmando que Guts é principalmente uma continuação do primeiro álbum, com pouco crescimento musical ou lírico. Charles Lyon-Burt, da Slant Magazine, considerou algumas faixas de Guts como "equívocas", mas avaliou o álbum como consistente no geral.
Outros críticos ficaram profundamente impressionados com a complexidade e autenticidade da performance de Rodrigo. Mikael Wood, ao chamar o álbum de "obra-prima", destacou as letras emocionalmente ressonantes e conectou isso à influência de Swift sobre Rodrigo: "Este talento para incorporar diferentes facetas de seu personagem parece ser um atributo definidor de Guts". Christgau também notou a "complexidade psicológica", a convincente caracterização dos personagens e o humor espirituoso ao retratar os desafios enfrentados por uma jovem estrela pop, concluindo que "ela é incrivelmente boa no que faz". Heather Phares encerrou sua análise para o AllMusic proclamando que Guts é um testemunho da confiança artística de Rodrigo, sua eloquência e habilidade para traduzir emoções complexas em músicas com um apelo universal.

### Reconhecimento

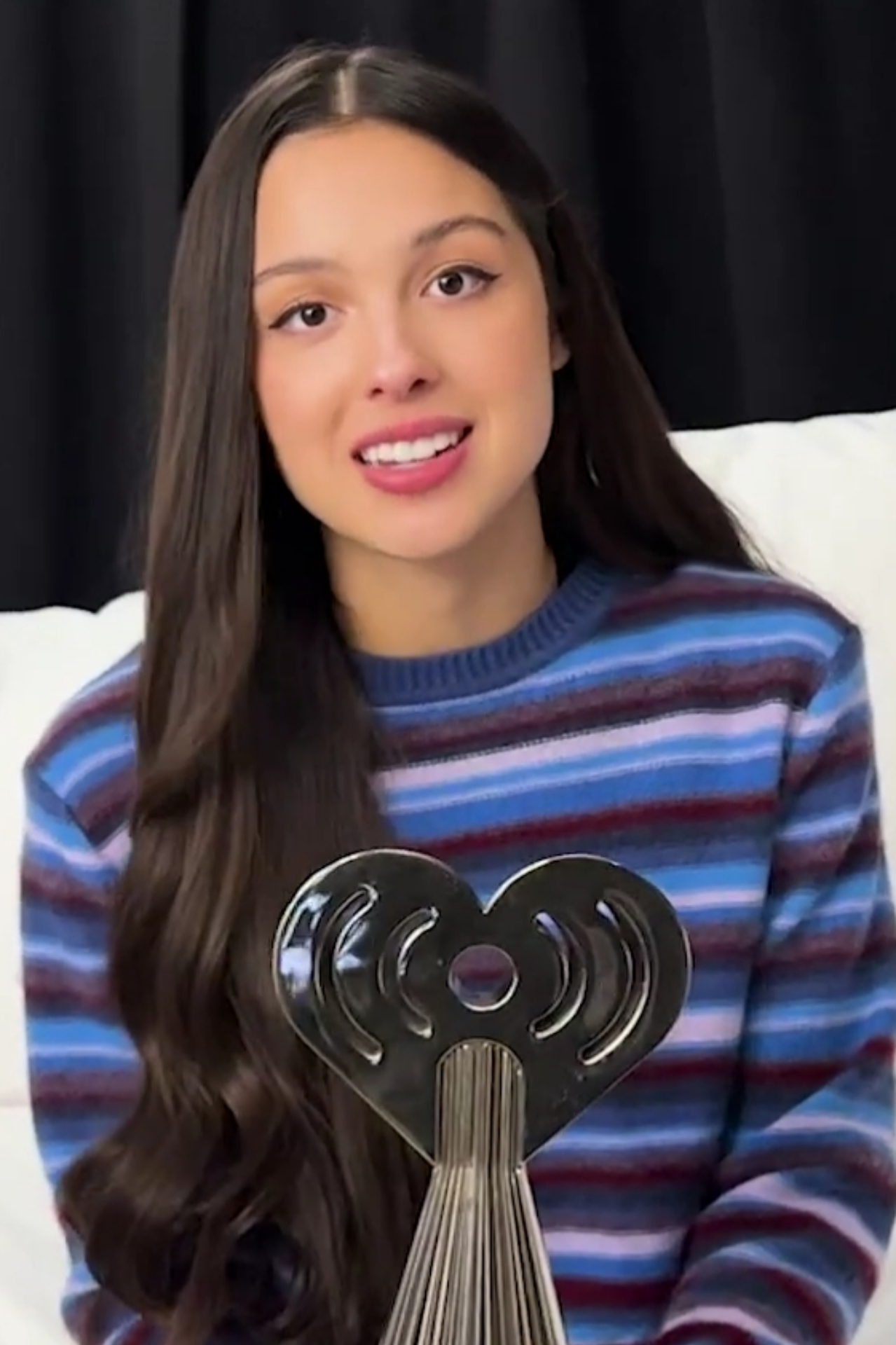
Rodrigo aceitando o iHeartRadio Music Award de Álbum Pop do Ano.

Numerosos críticos e publicações incluíram Guts em suas listas de fim de ano dos melhores álbuns de 2023, frequentemente entre os dez primeiros. A BBC definiu o álbum como o mais aclamado pela crítica em 2023. Rania Aniftos, da Billboard, considerou Guts o melhor álbum de 2023. Jeff Nelson, da People, o colocou na mesma ocupação chamando-o de "excepcional". Ao compilar os melhores lançamentos do ano, a NME o colocou na segunda posição, comentando que "Rodrigo traz um maximalismo teatral divertido e descarado no álbum". Além destes, Guts constou entre os dez melhores de 2023 em compilações organizadas pela The New York Times, Variety, Los Angeles Times e Rolling Stone.
Além das listagens, Guts também recebeu indicações à várias premiações; no LOS40 Music Awards de 2023, foi indicado para Melhor Álbum Internacional. No Gold Derby Music Awards de 2024, foi indicado para Álbum do Ano e Melhor Álbum Pop. Na 66.ª edição do Grammy Awards em 2024, Guts foi indicado para Álbum do Ano e Melhor Álbum Vocal de Pop. No People's Choice Awards de 2024, venceu Álbum do Ano, enquanto no iHeartRadio Music Awards de 2024, venceu Álbum Pop do Ano. No Kids' Choice Awards 2024, venceu Álbum Favorito. No Webby Awards, Guts venceu três categorias.

## Lista de faixas
Todas as faixas foram produzidas por Dan Nigro, exceto onde indicado.
| Guts – Edição padrão |                                 |                              |                                            |         |  |
| N.º                  | Título                          | Compositor(es)               | Produtor(es)                               | Duração |  |
| 1.                   | "All-American Bitch"            | Olivia Rodrigo Daniel Nigro  |                                            | 2:45    |  |
| 2.                   | "Bad Idea Right?"               | Rodrigo Nigro                |                                            | 3:04    |  |
| 3.                   | "Vampire"                       | Rodrigo Nigro                |                                            | 3:39    |  |
| 4.                   | "Lacy"                          | Rodrigo Nigro                |                                            | 2:57    |  |
| 5.                   | "Ballad of a Homeschooled Girl" | Rodrigo Nigro                |                                            | 3:23    |  |
| 6.                   | "Making the Bed"                | Rodrigo Nigro                |                                            | 3:18    |  |
| 7.                   | "Logical"                       | Rodrigo Nigro Julia Michaels | Nigro Ryan Linvill [a]                     | 3:51    |  |
| 8.                   | "Get Him Back!"                 | Rodrigo Nigro                | Nigro Alexander 23 [b] Ian Kirkpatrick [b] | 3:31    |  |
| 9.                   | "Love Is Embarrassing"          | Rodrigo Nigro                |                                            | 2:34    |  |
| 10.                  | "The Grudge"                    | Rodrigo Nigro                | Nigro Linvill [a]                          | 3:09    |  |
| 11.                  | "Pretty Isn't Pretty"           | Rodrigo Nigro Amy Allen      |                                            | 3:19    |  |
| 12.                  | "Teenage Dream"                 | Rodrigo Nigro                |                                            | 3:42    |  |
| Duração total:       | Duração total:                  | Duração total:               | Duração total:                             | 39:12   |  |

| Guts (Spilled) – Faixas bônus da edição deluxe |                         |                           |         |  |
| N.º                                            | Título                  | Compositor(es)            | Duração |  |
| 13.                                            | "Obsessed"              | Rodrigo Annie Clark Nigro | 2:50    |  |
| 14.                                            | "Girl I've Always Been" | Rodrigo                   | 2:01    |  |
| 15.                                            | "Scared of My Guitar"   | Rodrigo Nigro Allen       | 4:23    |  |
| 16.                                            | "Stranger"              | Rodrigo                   | 3:12    |  |
| 17.                                            | "So American"           | Rodrigo Nigro             | 2:49    |  |
| Duração total:                                 | Duração total:          | Duração total:            | 54:27   |  |

Notas
- ↑[a]  indica um produtor adicional
- ↑[b]  indica um co-produtor
- Todos os títulos das faixas são estilizados em letras minúsculas.

## Equipe e colaboradores
Todo o processo de elaboração de Guts atribui os seguintes créditos:
- Olivia Rodrigo – vocal principal, vocal de apoio
- Daniel Nigro – engenharia, produção vocal, vocal de apoio (todas as faixas); violão (faixas: 1, 4, 5, 7–12), guitarra elétrica (faixas: 1–6, 8–12), baixo (faixas: 1–4, 6, 8–10, 12), percussão (faixas: 1–3, 5, 8, 10–12), programação de bateria (faixas: 1–3, 5, 6, 8, 9, 11), sintetizadores (faixas: 1, 4, 6–12), piano (faixas: 3, 6–8, 10, 12), Mellotron (faixas: 3, 10–12); Juno-60, Moog (faixa 3); guitarras de Nashville, bateria (faixa 4); mixagem (faixa 8)
- Dave Schiffman – engenharia (faixas: 1, 5, 9)
- Jasmine Chen – engenharia (faixas: 1, 5)
- Sterling Laws – engenharia (faixas: 1, 2, 5, 12), bateria (faixas: 1–3, 5, 8, 11, 12)
- Sam Stewart – engenharia (faixas: 1, 2, 5, 12), violão (faixa 1), guitarra elétrica (faixas: 1–3, 5, 9, 12)
- Austen Healey – assistência  de engenharia (faixas: 1–4, 6, 7, 10–12)
- Ryan Linvill – baixo (faixas: 1, 5, 10, 11); engenharia, saxofone (faixas: 6, 7, 10); violão, Moog, sintetizadores (faixas: 7, 10); vocal de apoio (faixa 7)
- Mark "Spike" Stent – mixagem (faixas: 1, 2, 5, 9, 11)
- Matt Wolach – assistência  de mixagem (faixas: 1, 2, 5, 9, 11)
- Dan Viafore – engenharia (faixas: 2, 3, 11, 12)
- Michael Harris – engenharia (faixa 3)
- Chris Kasych – engenharia (faixas: 3, 4, 7)
- Benjamin Romans – piano (faixas: 3, 7)
- Paul Cartwright – violino, viola (faixas: 3, 12)
- Serban Ghenea – mixagem (faixas: 3, 6, 7)
- Bryce Bordone – assistência  de mixagem (faixas: 3, 6, 7)
- Dani Perez – engenharia (faixas: 4, 6)
- Chappell Roan – vocal de apoio (faixa 4)
- Mitch McCarthy – mixagem (faixas: 4, 10, 12)
- Erick Serna – guitarra elétrica (faixa 5)
- Alexander 23 – engenharia, slide guitar, bateria, sintetizadores, baixo, vocal de apoio (faixa 8)
- Ian Kirkpatrick – engenharia, sintetizadores, programação de bateria (faixa 8)
- Garrett Ray – bateria (faixa 9)
- Derek Stein – violoncelo (faixa 12)
- Randy Merrill – masterização

Visuais e imagem
- Larissa Hofmann – fotografia
- Christopher Simmonds – direção criativa
- Daisy Chalfant – direção de arte
- Greg Jackson – direção de arte
- Danielle Goldberg – figurino
- Clayton Hawkins – cabelo
- Melissa Hernandez – maquiagem
- Thuy Nguyen – unhas

## Desempenho comercial
Nos Estados Unidos, Guts estreou no topo da parada Billboard 200, com 302 mil unidades equivalentes vendidas em sua primeira semana, consistindo em 150 mil vendas puras e 199 milhões de streams sob demanda, tornando-se o segundo disco de Rodrigo a liderar a parada. Vendendo 94 mil unidades em discos de vinil, o álbum obteve a sétima maior semana de vendas de vinil desde que a Luminate começou a rastrear vendas eletronicamente em 1991. Ao colocar todas as 12 faixas no top 40 da Billboard Hot 100, Rodrigo tornou-se a primeira artista a ter todas as faixas dos seus dois primeiros álbuns simultaneamente no top 40 da parada. Após o lançamento da versão deluxe em março de 2024, Guts subiu para o segundo lugar da Billboard 200 ao vender 73 mil unidades. Todas as faixas da versão deluxe também estrearam na Hot 100.
No Reino Unido, Guts estreou no topo da UK Albums Chart, vendendo 60 mil unidades em sua primeira semana, tornando-se o segundo álbum de Rodrigo a alcançar o número um no país. O álbum obteve a quarta maior estreia de 2023 na parada, vendendo mais do que todo o top 10 combinado. Na Austrália, Guts estreou no topo da ARIA Albums Chart, sendo o segundo álbum de Rodrigo a alcançar essa posição no país. Na Nova Zelândia, Guts também estreou na primeira posição da New Zealand Albums Chart, tornando-se o segundo número um consecutivo de Rodrigo. Na Europa, o álbum alcançou o número um em países como Alemanha, Bélgica, Espanha, Irlanda, Noruega, Países Baixos, Portugal, Suécia e Suíça.

### Paradas
| País — Parada musical (2023–2024)                 | Maior posição |
| ------------------------------------------------- | ------------- |
| Alemanha (Offizielle Deutsche Charts)             | 1             |
| Argentina (CAPIF)                                 | 1             |
| Austrália (ARIA)                                  | 1             |
| Áustria (Ö3 Austria Top 40)                       | 2             |
| Bélgica (Ultratop Flandres)                       | 1             |
| Bélgica (Ultratop Valônia)                        | 4             |
| Canadá (Billboard)                                | 1             |
| Croácia (HDU)                                     | 3             |
| Dinamarca (Hitlisten)                             | 3             |
| Escócia (Official Scottish Albums)                | 1             |
| Eslováquia (ČNS IFPI)                             | 3             |
| Espanha (PROMUSICAE)                              | 1             |
| Estados Unidos (Billboard 200)                    | 1             |
| Estados Unidos (Billboard Top Rock & Alternative) | 1             |
| Finlândia (Suomen virallinen lista)               | 3             |
| França (SNEP)                                     | 5             |
| Grécia (IFPI)                                     | 9             |
| Hungria (MAHASZ)                                  | 6             |
| Irlanda (Official Irish Albums)                   | 1             |
| Islândia (Plötutíðindi)                           | 2             |
| Itália (FIMI)                                     | 3             |
| Japão (Oricon)                                    | 29            |
| Japão (Oricon Combined Albums)                    | 30            |
| Japão (Billboard Japan Hot Albums)                | 31            |
| Lituânia (AGATA)                                  | 2             |
| Noruega (VG-lista)                                | 1             |
| Nova Zelândia (RMNZ)                              | 1             |
| Países Baixos (Dutch Charts)                      | 1             |
| Polónia (ZPAV)                                    | 2             |
| Portugal (AFP)                                    | 1             |
| Reino Unido (Official Albums Chart)               | 1             |
| República Checa (ČNS IFPI)                        | 2             |
| Suécia (Sverigetopplistan)                        | 1             |
| Suíça (Schweizer Hitparade)                       | 2             |

| País — Parada musical (2023)            | Maior posição |
| --------------------------------------- | ------------- |
| Estados Unidos (Billboard 200)          | 200           |
| Reino Unido (Official Physical Singles) | 2             |
| Reino Unido (Official Singles Sales)    | 3             |

| País — Parada musical (2024) | Maior posição |
| ---------------------------- | ------------- |
| Islândia (Plötutíðindi)      | 36            |
| Noruega (VG-lista)           | 10            |
| Nova Zelândia (RMNZ)         | 3             |

| País — Parada musical (2023)                      | Posição |
| ------------------------------------------------- | ------- |
| Alemanha (Offizielle Top 100)                     | 57      |
| Austrália (ARIA)                                  | 18      |
| Áustria (Ö3 Austria)                              | 39      |
| Bélgica (Ultratop Flandres)                       | 26      |
| Bélgica (Ultratop Valônia)                        | 104     |
| Espanha (PROMUSICAE)                              | 27      |
| Estados Unidos (Billboard 200)                    | 52      |
| Estados Unidos (Billboard Top Rock & Alternative) | 11      |
| França (SNEP)                                     | 144     |
| Hungria (MAHASZ)                                  | 42      |
| Islândia (Plötutíðindi)                           | 83      |
| Nova Zelândia (RMNZ)                              | 22      |
| Países Baixos (Album Top 100)                     | 24      |
| Polônia (ZPAV)                                    | 78      |
| Reino Unido (Official Albums Chart)               | 15      |
| Suíça (Schweizer Hitparade)                       | 74      |

## Certificações
| Região                                                       | Certificação | Vendas   |
| ------------------------------------------------------------ | ------------ | -------- |
| Austrália (ARIA)                                             | Ouro         | 35 000‡  |
| Canadá (Music Canada)                                        | Platina      | 80 000‡  |
| Dinamarca (IFPI Danmark)                                     | Ouro         | 10 000‡  |
| Espanha (PROMUSICAE)                                         | Ouro         | 20 000‡  |
| Itália (FIMI)                                                | Ouro         | 25 000‡  |
| Nova Zelândia (RMNZ)                                         | Ouro         | 7 500‡   |
| Nova Zelândia (RMNZ) Edição Spilled                          | Platina      | 15 000‡  |
| Polônia (ZPAV)                                               | Platina      | 20 000‡  |
| Reino Unido (BPI)                                            | Platina      | 300 000‡ |
| ‡vendas+valores de streaming baseados apenas na certificação |              |          |

## Histórico de lançamento
| Região    | Data                  | Formato(s)                                  | Edição  | Gravadora                   | Ref.    |
| --------- | --------------------- | ------------------------------------------- | ------- | --------------------------- | ------- |
| Várias    | 8 de setembro de 2023 | Cassete CD download digital streaming vinil | Padrão  | Geffen                      | [ 43 ]  |
| Várias    | 22 de marco de 2024   | Download digital streaming                  | Spilled | Geffen                      | [ 51 ]  |
| Austrália | 18 de julho de 2024   | Vinil                                       | Spilled | Geffen Interscope Universal | [ 207 ] |
| França    | 18 de julho de 2024   | Vinil                                       | Spilled | Geffen Interscope Universal | [ 208 ] |
| Várias    | 19 de julho de 2024   | Vinil                                       | Spilled | Geffen Interscope Universal | [ 209 ] |